# Yamaha OX99-11

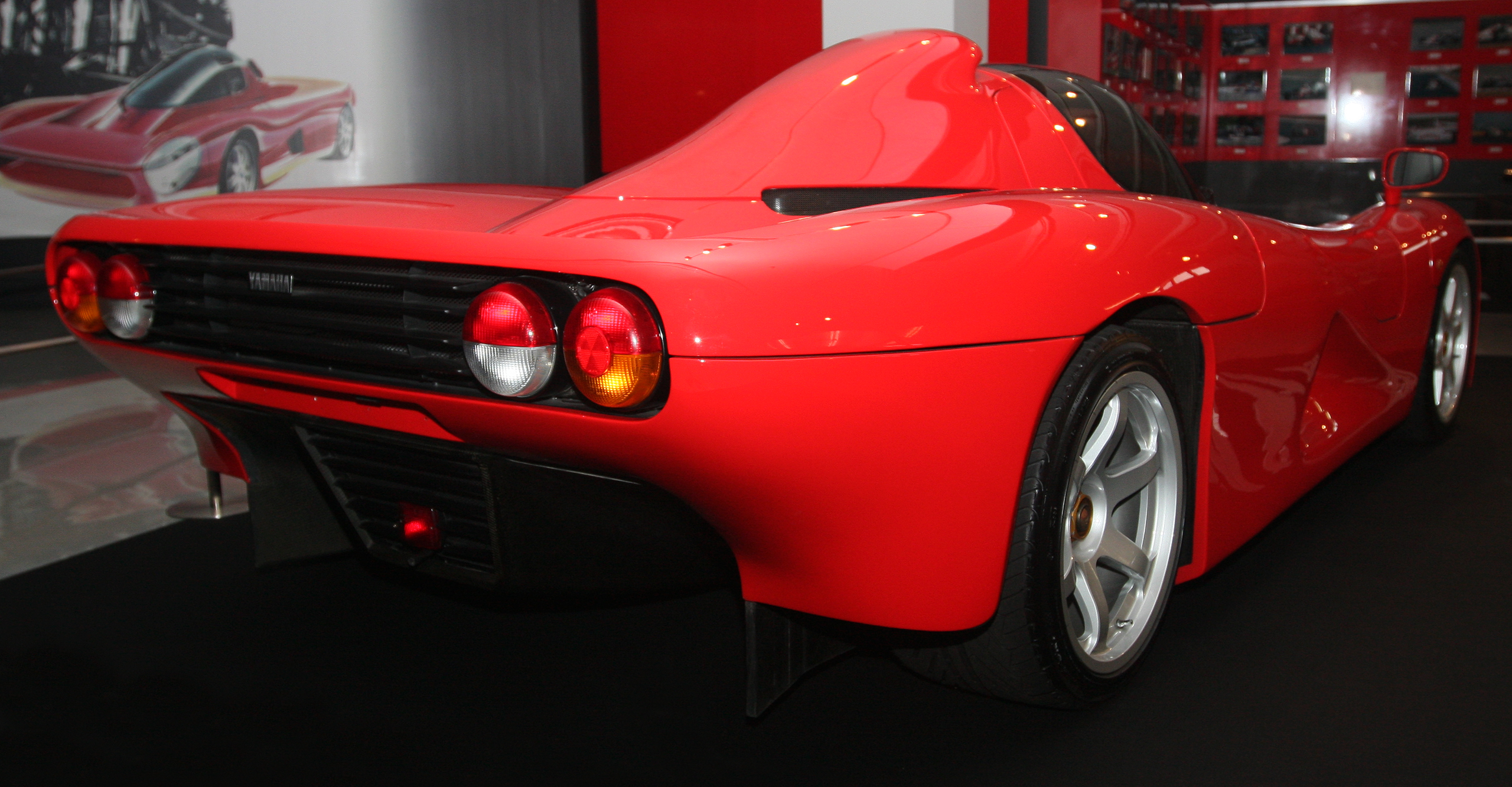
Vue arrière.

La Yamaha OX99-11 est un modèle automobile créé en 1992 par l'entreprise japonaise Yamaha. Cette voiture est restée au stade de prototype par manque de budget, seuls trois exemplaires ont été produits.

## Historique
Créée en 1992 par Ypsilon Technology, filiale de Yamaha, et IAD, une entreprise britannique, la OX99-11 est équipée du moteur alors monté sur les Formule 1 de l'écurie Jordan Grand Prix : un V12 de 3,5 litres bridé mais développant une puissance de plus de 400 chevaux. Afin d'être conforme à une utilisation routière, les pistons (à trois segments au lieu de deux), les arbres à cames, les collecteurs d'admission (à papillons et non à guillotines) et d'échappement et la gestion électronique sont spécifiques à la OX99-11. Tout comme la F1, le châssis est intégralement réalisé en fibre de carbone.
Le design, réalisé par le Japonais Takuya Yura, est conçu au départ pour un engin monoplace mais Yamaha décide d'offrir deux places. Une implantation en tandem (le siège passager positionné derrière celui du chauffeur) est choisie, dans l'esprit motocycliste de la marque.
Dans le Japon des années 1990, alors que le pays traverse une crise financière, trouver des acheteurs pour une machine qui aurait alors avoisiné le million de dollars aurait été difficile. Le projet est reporté à 1994 avant d'être complètement annulé.

## Fiche Technique

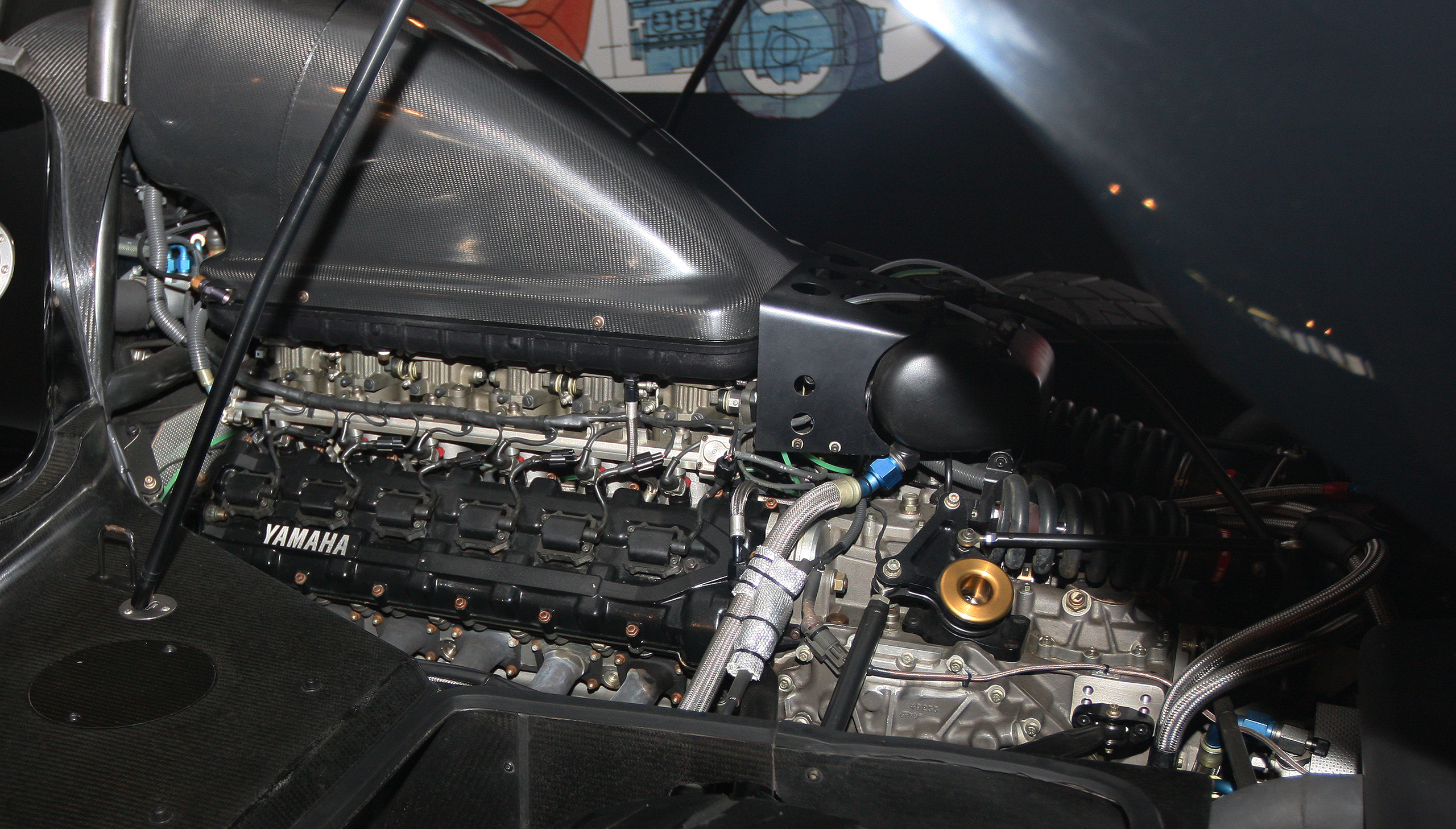
Moteur de la OX99-11

| Caractéristiques        | Caractéristiques                                                      |
| ----------------------- | --------------------------------------------------------------------- |
| Moteur                  | V12 ouvert à 70°, 60 soupapes 2 x 2 arbre à cames en tête             |
| Alimentation            | Injection électronique à gestion intégrale Bosch Motronic             |
| Cylindrée               | 3 498 cm3                                                             |
| Puissance               | 400 chevaux (298,3 kW) à 10 000 tr/min                                |
| Puissance au litre      | 114,35 l/ch                                                           |
| Transmission            | Propulsion                                                            |
| Boîte de vitesses       | six rapports manuels                                                  |
| poids                   | 1 100 kg                                                              |
| Rapport poids/puissance | 2,75 kg/ch DIN                                                        |
| Freins                  | Disques ventilés sur les roues AV et AR avec étriers à quatre pistons |
| Pneus                   | AV 245/40 ZR 17 et AR 315/35 ZR 17 Goodyear                           |
| Performances            |                                                                       |
| Vitesse maximale        | 352,4 km/h                                                            |
| 0 à 100 km/h            | 3,1 secondes                                                          |
| Dimensions              |                                                                       |
| Longueur                | 4,399 m                                                               |
| Largeur                 | 2,006 m                                                               |
| Hauteur                 | 1,220 m                                                               |
| Empattement             | 2,649 m                                                               |